# Al Asimah
Al Asimah (poznat i pod nazivom Al Kuwayt ili Središte) je jedan od šest muhafaza (provincija ili oblast) u Kuvajtu. Nalazi se u središnjem istočnom dijelu zemlje na obali Perzijskog zaljeva, pripadaju joj i otoci Failaka, Miskan i Auhah. Na zapadu je muhafaza Al Jahra, na jugu Al Farwaniyah dok je na jugozapadu muhafaza Hawalli.

## Stanovništvo
Prema procjenama od 31. prosinca 2007. godine u Al Asimahu živi 499.269 stanovnika. Površina muhafaze je 200 km2 dok je prosječna gustoća naseljenosti vrlo velika 2.500 stanovnika na km2.

## Administrativna podjela
Muhafaza Al Asimah podjeljena je na 23 distrikta:
- Abdullah Al-Salem عبدالله السالم
- Adiliya العديلية
- Bneid Al-Qar بنيد القار
- Al Da'iya الدعية
- Al Dasma الدسمه
- Dohaالدوحة
- Al Faiha الفيحا
- Faylakah (uključujuje otoke Failaka, Miskan i Auhah)
- Granada
- Kaifan كيفان
- Khaldiya
- Kuwait (glavni grad države)
- Al Mansouriah المنصورية
- Murgab
- Al-Nuzha النزهه
- Al Qadisiya القادسية
- Qurtoba قرطبة
- Rawdah
- Al Shamiya الشامية
- Al Shuwaikh الشويخ
- Sulaibikhat
- Al Surra السره
- Al Yarmouk اليرموك